# Nicolas Dubaut
Nicolas Dubaut, né le 31 janvier 1982 à Paris, est un entrepreneur et joueur de baseball  français évoluant au poste de lanceur. Il joua en club pour le Paris UC avant de rejoindre les Huskies de Rouen en 2007 et porte les couleurs de l'équipe de France. 
En 2007 avec Rouen, il est lanceur partant à l'occasion de six matchs lors de matchs de finales ou de demi-finales, et il signe six succès. Il participe ainsi à la conquête du Challenge de France, du titre de champion de France et de celui de vice-champion d'Europe des clubs.
Titulaire d'un DEA de systèmes de télécommunications numériques de Télécom Paris.

## Palmarès[3]

### Paris Université Club
- Champion de France en 2000
- Vice-champion de France en 1999 et 2014

### Huskies de Rouen
- Champion de France en 2007, 2008 et 2009
- Vainqueur du Challenge de France en 2007 et 2009
- Vice-champion d'Europe des clubs en 2007

### Récompense individuelle
- Meilleur lanceur Championnat d'Europe 2007 (Best ERA)